# Giacitura (geologia)
La giacitura del terreno corrisponde all'inclinazione della sua superficie rispetto al piano orizzontale.

## Classificazione dei terreni
In base a questo parametro, i terreni si possono classificare come:
- terreni piani, quando hanno superficie uniformemente orizzontale e di norma si considerano terreni piani quelli che non superano una pendenza dello 0,5%
- terreni inclinati, quando la loro superficie non è orizzontale.